# Heckenbeck
Heckenbeck is een dorp in de Duitse gemeente Bad Gandersheim, deelstaat Nedersaksen, en telde in 2019 ruim 500 inwoners.
Het dorp ligt 5 km ten west-noordwesten van Bad Gandersheim, en 4 km ten noorden van het spoorwegknooppunt Kreiensen, gemeente Einbeck. Tot Heckenbeck behoort het 2 km ten noorden ervan gelegen landgoed Hilprechtshausen.
Heckenbeck ligt hemelsbreed slechts 1 km ten oosten van de rivier de Leine, maar er loopt vanuit het dorp geen weg naartoe. Een twee km lang weggetje zuidwaarts verbindt Heckenbeck met de Bundesstraße 64.
Uit oude documenten blijkt, dat het dorp in de 12e eeuw reeds bestond.
Opvallend is, dat het dorp een tot ver in de omtrek bekende uitgaansgelegenheid ("Weltbühne") bezit, waar regelmatig cabaretvoorstellingen plaatsvinden.
Albert Methfessel (voluit: Johann Albrecht Gottlieb Methfessel, * 6 oktober 1785 in Stadtilm; † 23 maart 1869 in Heckenbeck) was een componist van Duitse patriottische liederen uit de 19e eeuw. Te zijner ere staat op de begraafplaats van het dorp Heckenbeck een gedenkteken.